# Stactobiella martynovi
Stactobiella martynovi är en nattsländeart som beskrevs av Blickle och Donald G. Denning 1977. Stactobiella martynovi ingår i släktet Stactobiella och familjen smånattsländor. Inga underarter finns listade i Catalogue of Life.